# Walter Felscher

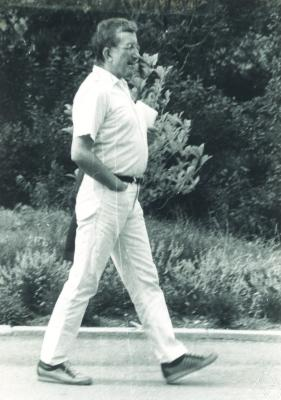
Walter Felscher (1976)

Walter Felscher (* 12. Oktober 1931 in Brandenburg an der Havel; † 9. Dezember 2000) war ein deutscher Mathematiker. Sein Arbeitsgebiet war die Mathematische Logik, insbesondere befasste er sich mit Mengenlehre und Fragen der Berechenbarkeit.

## Leben
Kindheit und Jugend verbrachte Walter Felscher in seinem Geburtsort Brandenburg an der Havel. Nach dem Abitur studierte er an der Freien Universität Berlin Mathematik. 1956 promovierte er bei Friedrich Wilhelm Daniel Levi über ein Thema aus der Verbandstheorie. Es folgten Assistentenstellen in Berlin und ab 1958 an der Universität Freiburg, wo er sich 1960 habilitierte. Nach Auslandsaufenthalten in Berkeley und Halifax wurde er 1971 auf den Lehrstuhl für Mathematische Logik an der Mathematischen Fakultät der Universität Tübingen berufen. 1990 wechselte er dort zur neu gegründeten Fakultät für Informatik.
Walter Felscher fand seine letzte Ruhestätte auf dem Friedhof Wedel. 

## Schriften

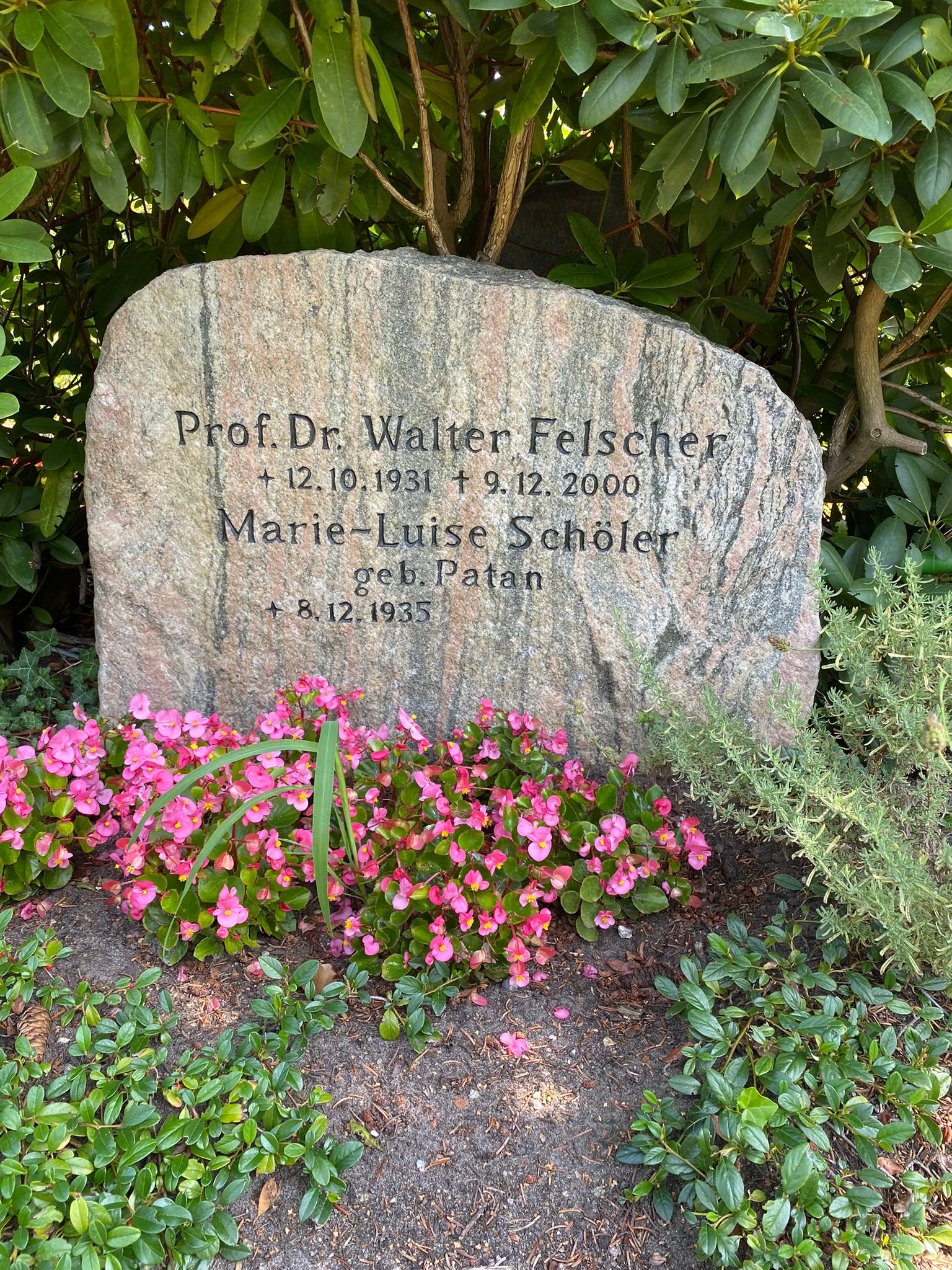
Grabstätte auf dem Friedhof Wedel

- Beziehungen zwischen arithmetischer und geometrischer Theorie der Verbände. Berlin 1956. (Dissertation)
- Jordan-Hölder-Sätze und modular geordnete Mengen. In: Mathematische Zeitschrift 75 (1961), S. 83–114. (Habilitationsschrift) Digitalisat
- Naive Mengen und abstrakte Zahlen
  - Band 1 Bibliographisches Institut,  Mannheim u. a. 1978, ISBN 3-411-01538-1.
  - Band 2: Algebraische und reelle Zahlen. Bibliographisches Institut,  Mannheim u. a. 1978, ISBN 3-411-01552-7.
  - Band 3: Transfinite Methoden. Bibliographisches Institut,  Mannheim u. a. 1979, ISBN 3-411-01553-5.

- Berechenbarkeit: rekursive und programmierbare Funktionen. Springer, Berlin u. a. 1993, ISBN 3-540-56354-7.

- Lectures on Mathematical Logic
  - Vol. 1: Set theoretical Logic, the Algebra of Models. Gordon and Breach Science Publ.,  Amsterdam u. a. 2000, ISBN 90-5699-266-X.
  - Vol. 2: Calculi for Derivations and Deductions. Gordon and Breach Science Publ.,  Amsterdam u. a. 2000, ISBN 90-5699-267-8.
  - Vol. 3: Logic of Arithmetic. Gordon and Breach Science Publ.,  Amsterdam u. a. 2000, ISBN 90-5699-268-6.